# Долни-Врх
Долни-Врх (Dolný vrch) — гірський масив в Словаччині; геоморфологічна підодиниця масиву Словацький Карст. Найвища точка — Павловськи-Врх (611 м.) Середні висоти — 170 метрів.. Місце розташування — Кошицький край.